# Andrzej Downarowicz
Andrzej Downarowicz herbu własnego – podstarości i sędzia grodzki wiski w latach 1790–1794, cześnik i wojski wiski w latach 1775–1794, miecznik wiski w 1773 roku, regent i skarbnik wiski w 1771, konsyliarz konfederacji targowickiej ziemi wiskiej w 1792 roku, starosta radziłowski.